# Ramularia cerinthes
Ramularia cerinthes är en svampart som beskrevs av Hollós 1909. Ramularia cerinthes ingår i släktet Ramularia och familjen Mycosphaerellaceae.   Inga underarter finns listade i Catalogue of Life.